# Saint-Philibert (Morbihan)
Saint-Philibert [sɛ̃ filibɛʁ], bret.: Lokfiliberzh (auch Sant Filiberzh) ist eine französische Gemeinde mit 1.580 Einwohnern (Stand: 1. Januar 2022) im Département Morbihan in der Region Bretagne. Die Gemeinde gehört zum Arrondissement Lorient und zum Kanton Auray.

## Geographie
Saint-Philibert liegt an der Küste des Départements Morbihan. Die Kleinstadt Auray ist nur etwa zehn Kilometer in nördlicher Richtung entfernt, die Stadt Vannes etwa 20 Kilometer in östlicher Richtung. Das Gemeindegebiet gehört zum Regionalen Naturpark Golfe du Morbihan. Nachbargemeinden sind Crach im Norden, Locmariaquer im Osten und La Trinité-sur-Mer im Westen.

## Geschichte
Der Ort ist seit der Frühzeit bewohnt. Die Dolmen von Roh-Vras und Mané-Han zeugen davon. Bis 1892 gehörte der Ort zur Gemeinde Locmariaquer.

### Bevölkerungsentwicklung
| Jahr      | 1962 | 1968 | 1975 | 1982 | 1990 | 1999 | 2006 | 2012 | 2019 |
| Einwohner | 860  | 843  | 1037 | 1020 | 1187 | 1258 | 1442 | 1612 | 1495 |

## Sehenswürdigkeiten
- Kirche Saint-Philibert (auch Notre-Dame du Flux et du Reflux oder Notre-Dame du Ster; 17. und 18. Jahrhundert, restauriert im 20. Jahrhundert)
- Zwei gefasste Quellen an der Kirche
- Dolmen von Kerran (Roh-Vras) und Mané-Han (Kervehennec)
- Menhir Men-Milène
- Landzungen von Keryondre und Men-er-Bellec
- Festung von Kernevest (1885)
- Leuchtturm von Kernevest (1854–1856)
- Gezeitenmühle von Kerlioret
- 39 Meter lange Verladerampe an der Bucht von Saint-Philibert

Quelle:

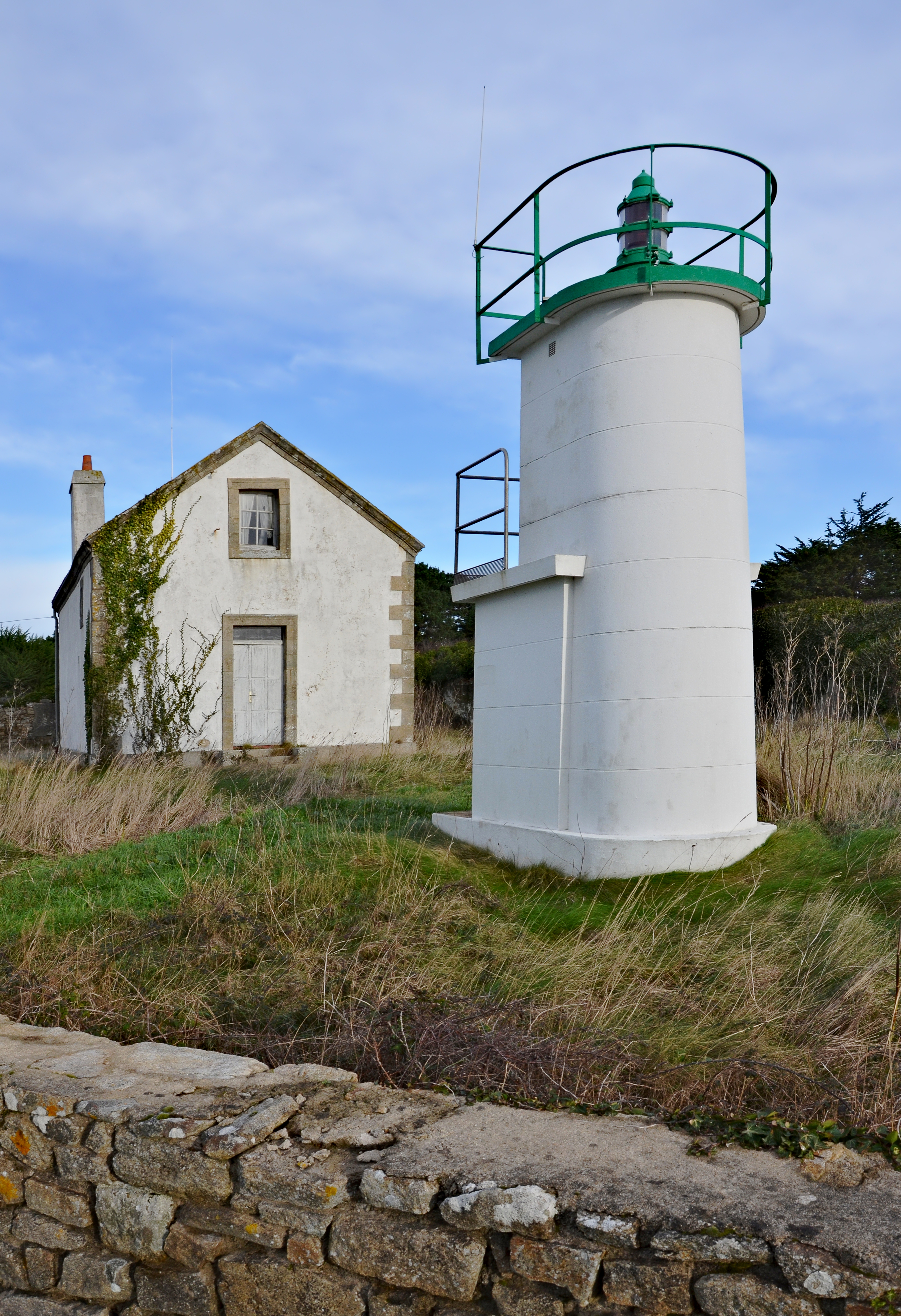
Leuchtturm in Kervenest
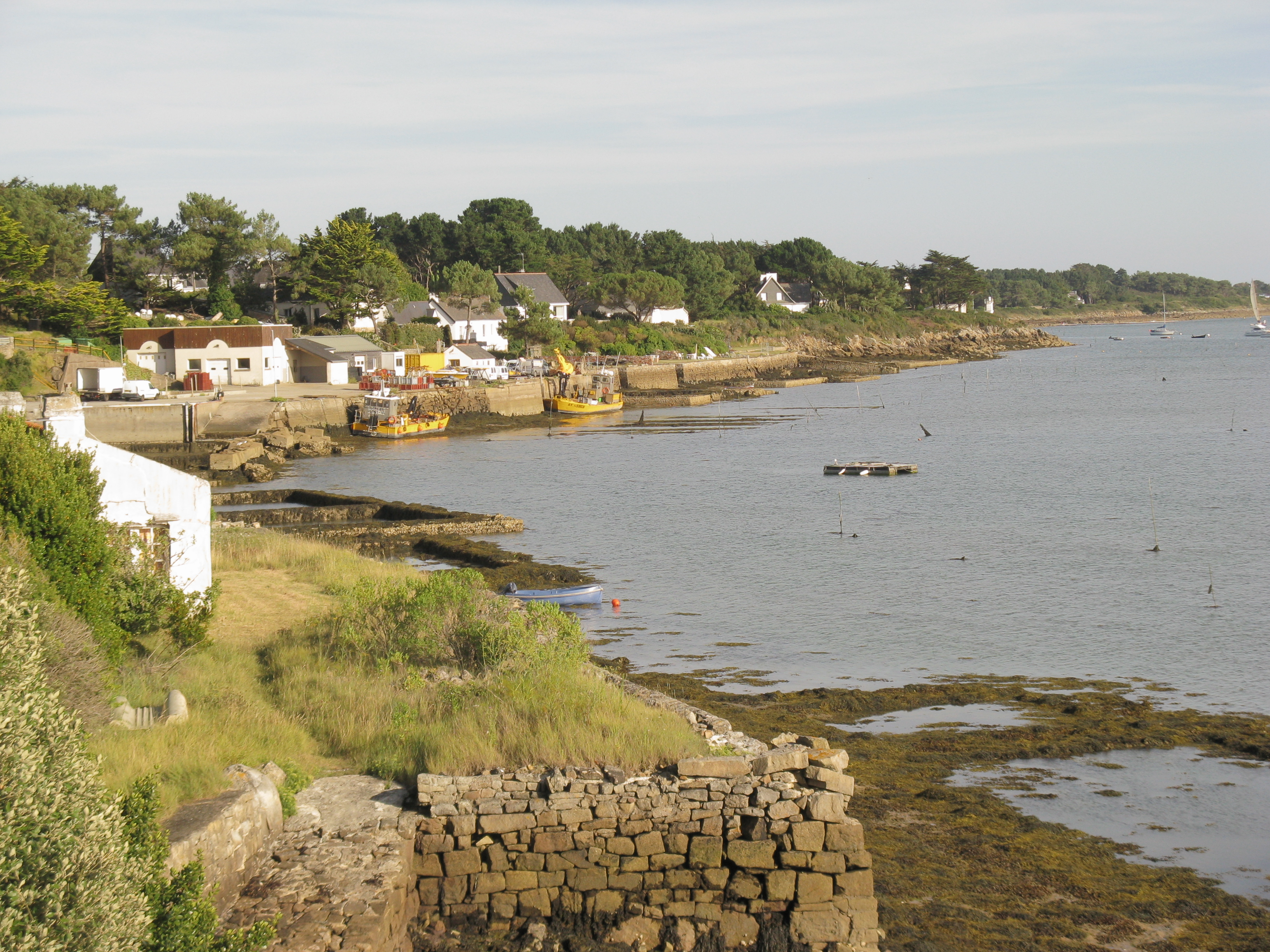
Küste in Saint-Philibert
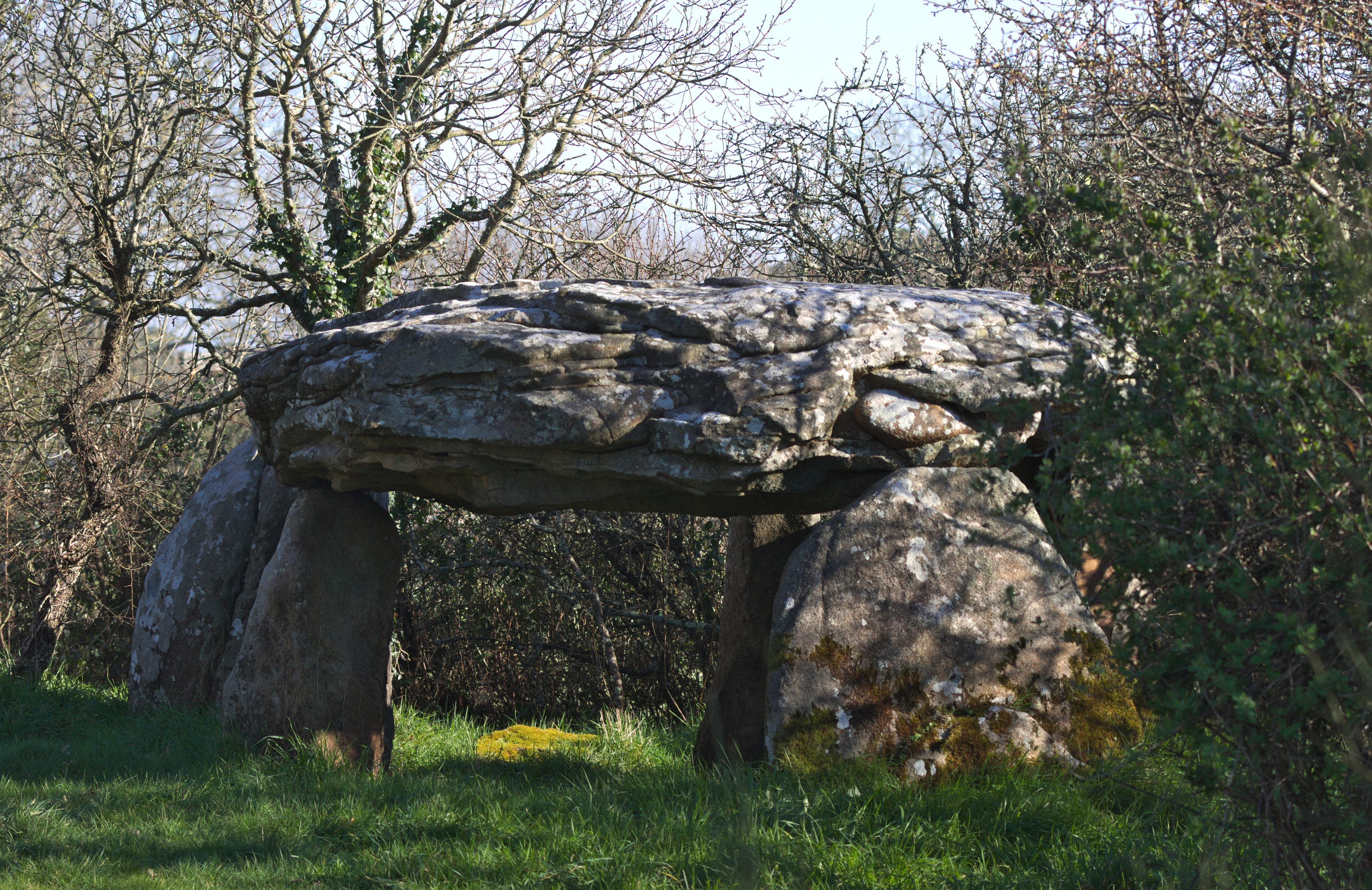
Dolmen Süd von Roh-Vras
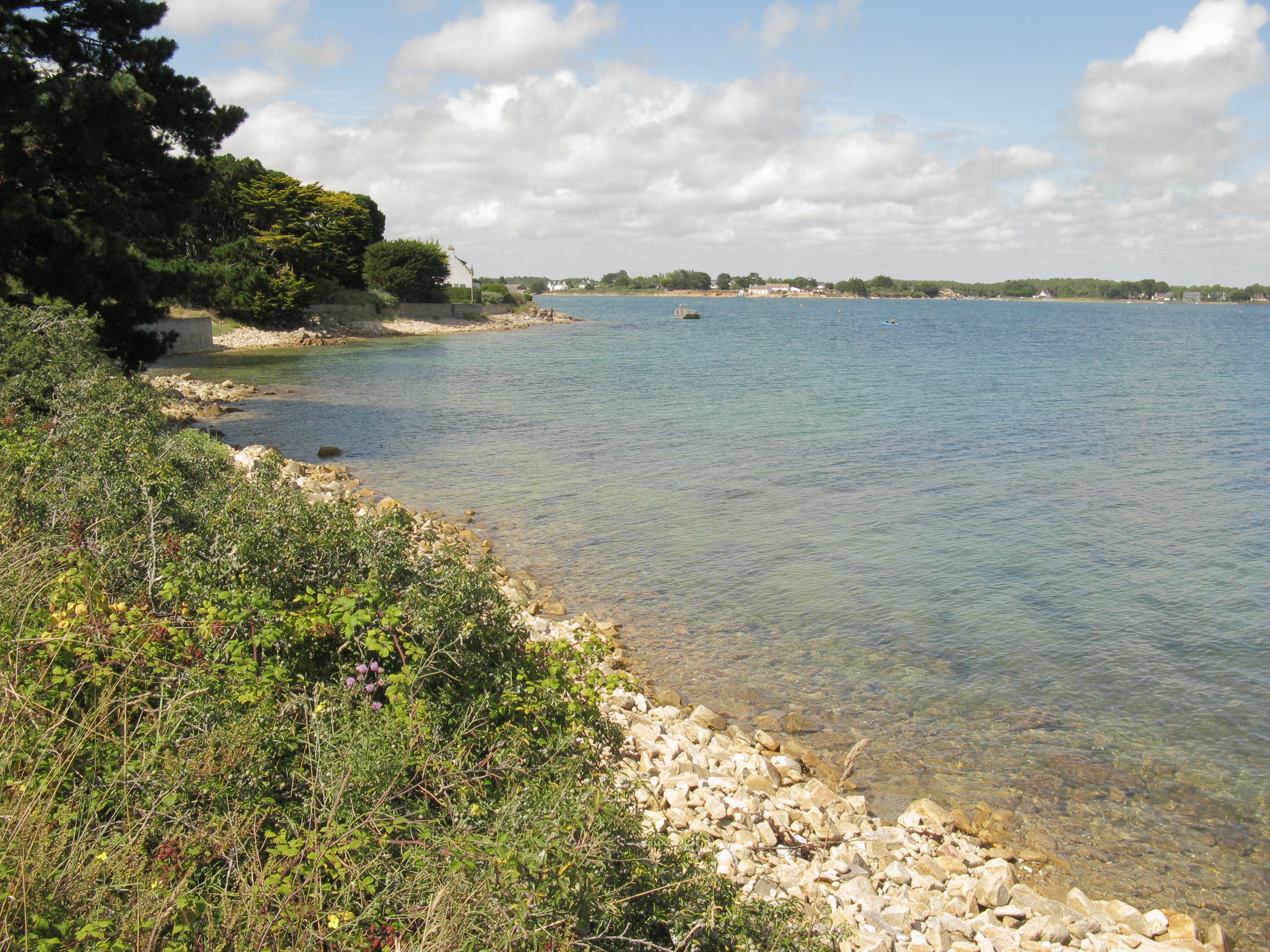
Landzunge Pointe de Men er Bellec in Saint-Philibert
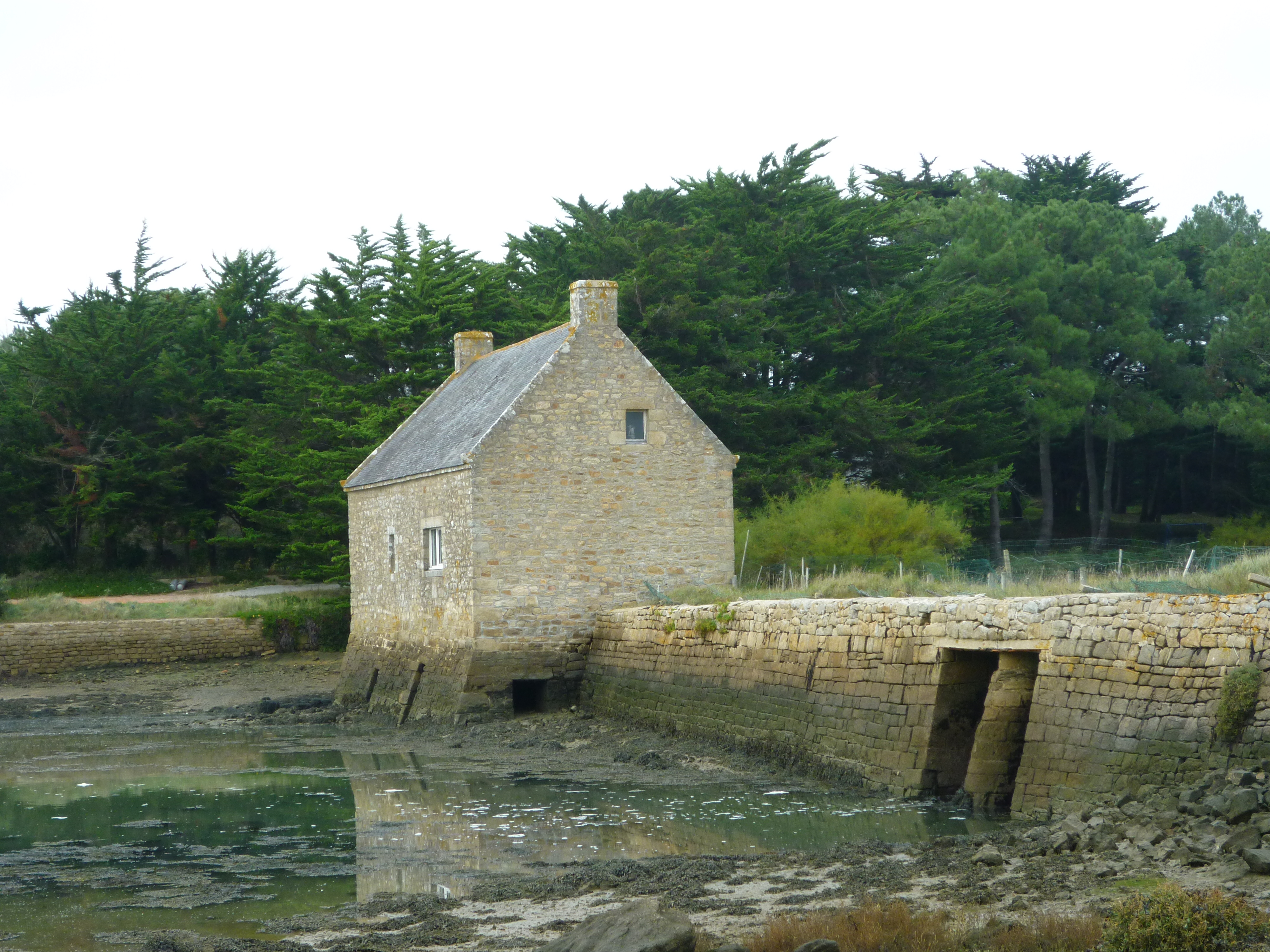
Gezeitenmühle von Kerlioret